# جون جرينليف ويتير
جون جرين ليف ويتير (17 ديسمبر، 1807 – 7 سبتمبر، 1892)، كان شاعرًا صاحبيًا أمريكيًا وداعيًا لإبطال العبودية في الولايات المتحدة. ولأنه اعتُبر كثيرًا أحد شعراء المدفأة، فقد تأثر بالشاعر الإسكتلندي روبرت برنز. يعرف ويتير بشكل خاص بكتاباته المناهضة للعبودية، وكذلك كتابه «مقيدون بالثلج»، المنشور في عام 1866.

## سيرته

### النشأة وعمله
ولد جون جرينليف ويتير لجون ويتير وأبيجيل (هوسي) ويتير، في منزلهما الريفي في هافيرهيل، ماساتشوستس، في 17 ديسمبر 1807. يعود اسمه الأوسط، فويلفيرت، إلى أسلافه الهوغونوتيين. ترعرع ويتير في المزرعة في منزل مع والديه وأخيه وأختيه، وخالته وعمه، وجمع مستمر من الزائرين والأيدي المستأجرة للمزرعة. وفي صباه، اكتُشف أن ويتير مصاب بعمى ألوان، فلم يستطع تحديد الفرق بين الفراولة الناضجة وغير الناضجة. لم تكن مزرعتهم وفيرة الربح، وكان المال بالكاد كافيًا. لم يُستثن ويتير ذاته من عمل المزرعة الشاق، وعانى من حالته الصحية السيئة وضعفه الجسدي طيلة حياته. رغم أنه لم يتلق إلا قليلًا من التعليم الرسمي، فقد كان قارئًا نهمًا درس كتب أبيه الستة عن الصاحبيين، إلى أن أصبحت تعاليمهم أساس أيديولوجيته. تأثر ويتير بشدة بمذاهب دينه، وخصوصًا تأكيدها على المذهب الإنساني والرحمة والمسؤولية المجتمعية.
عرف ويتير الشعر لأول مرة على يد أحد أساتذته. وقد أرسلت أخته إليزابيث هوسي ويتير قصيدته الأولى، «مغادرة المنفى»، إلى جريدة فري برس في نيوبوريبورت دون إذنه، فنشرها محررها، ويليام ليويد غاريسون في 8 يونيو 1826. كان غاريسون أيضًا محررًا محليًا آخر شجع ويتير على الالتحاق بأكاديمية هافرهيل المفتتحة مؤخرًا. ولكي يجمع المال للالتحاق بالمدرسة، أصبح ويتير صانع أحذية لفترة، وأبرم صفقة لدفع جزء من رسومه الدراسية بالطعام من مزرعة العائلة. وقبل فصله الدراسي الثاني، حصل على ما يكفي من المال لتغطية رسومه الدراسية من خلال عمله مدرسًا في مدرسة مكونة من فصل واحد تقع في ما يسمى الآن ميريماك، ماساتشوستس. وقد التحق بأكاديمية هافرهير منذ عام 1827 وحتى عام 1828 وحصل على شهادة الثانوية في فصلين دراسيين فقط.
تلقى ويتير أول إشادة عامة كبيرة لعمله من الناقد جون نيل في مجلته ذا يانكي، في عام 1828. وقد قدر ويتير رأي الكاتب الذي يكبره سنًا ويعلوه خبرة، وتعهد بأنه إن لم تعجب كتاباته نيل قائلًا «سأترك كتابة الشعر، وكل شيء أدبي في طبيعته، لأنني سأغدو محبطًا للغاية من هذا المجال». وفي رسالة عام 1829، أخبر نيل ويتير «كن مثابرًا، وأنا متأكد من أنك ستكافئ بكل طريقة». ألهمت قراءة رواية نيل في عام 1828 «راشيل داير» ويتير أن ينسج تقاليد السحر في نيو إنغلاند في قصصه وقصائده.
عين غاريسون ويتير محررًا في صحيفة ناشونال فيلانثروبيست، التي تصدر أسبوعيًا في بوسطن. وبعد فترة وجيزة من تغيير في الإدارة. أعاد غاريسون تعيينه محررًا للجريدة الأسبوعية أمريكان مانوفاكتشورر في بوسطن. وأصبح ويتير ناقدًا صريحًا للرئيس أندرو جاكسون، وبحلول عام 1830 أصبح محررًا للجريدة البارزة نيو إنغلاند وييكلي ريفيو، في هارتفورد، كونيتيكت، والتي كانت مجلة ويج الأكثر نفوذًا في نيو إنغلاند. نشر ويتير «أغنية الفيرمونتيين، 1779» بشكل مجهول في مجلة نيو إنغلاند في عام 1838. وقد نسبت القصيدة بالخطأ إلى إيثان ألين لقرابة 60 عامًا. وكان ويتير قد اعترف بتأليفه إياها في عام 1858.